# Hambantota
Hambantota (szingaléz: හම්බන්තොට, tamil: அம்பாந்தோட்டை) város Srí Lanka déli részén, a Déli tartomány azonos nevű körzetében.
A Srí Lanka-i kormány terve, hogy Hambantotát az ország egyik fontos városi csomópontjává alakítsák, tengeri kikötővel és egy nemzetközi repülőtérrel. A nemzetközi kikötő 2010-ben, a nemzetközi repülőtér építése 2013-ban fejeződött be. Kína 99 évre kezelési jogot szerzett a kikötő területe felett.
A közelében épült meg az ország első szélfarmja is.
A 2004. évi szökőár súlyosan érintette ezt az akkor még elmaradott területet; több mint 4500 embert megölve.